# Ибраево (Ишимбайский район)
Ибраево (баш. Ибрай) — деревня в Ишимбайском районе Башкортостана, входит в состав Макаровского сельсовета.

## Название
По имени основателя Ибрая Бикбулатова.

## История
Основана в первой половине XVIII века башкирами Юрматынской волости Ногайской дороги на собственных землях. Первопоселенец Ибрай Бикбулатов (откуда и название деревни) жил в 1731—1814 гг. Бикбулат, сын Кармыша, родоначальника Кармашевской тюбы. Известны его сыновья: Сирбай (1754—1831), Исламгул (1757—1832), Арсланбай (1761—1821), Киньябулат (с 1772 года) Ибраевы. Киньябулат Ибраев участвовал в составе 12-го Башкирского конного полка во взятии Парижа, награждён двумя серебряными медалями «За взятие Парижа 19 марта 1814 года».
В 1795 году было 27 дворов, 91 житель, в 1865 г. —110 дворов, 397 житель.

## Население
В 1795 г. — 91 чел.; в 1865 г. — 397 чел.; в 1906 г. — 454 чел.; в 1920 г. — 463 чел.; в 1939 г. — 391 чел.; 1959 г. — 310 чел.; 1989 г. —191 чел.
| 2002 | 2009 | 2010 |
| ---- | ---- | ---- |
| 134  | ↘87  | ↗134 |

Национальный состав
Согласно переписи 2002 года, преобладающая национальность — башкиры (93 %).

## Географическое положение
Расположена на р. Ряузяк (приток р. Зиган), на территории заказника «Ишимбайский».
Расстояние до:
- районного центра (Ишимбай): 53 км,
- центра сельсовета (Макарово): 5 км,
- ближайшей ж/д станции (Стерлитамак): 56 км.

## Занятость
Работает СПК «Армет». Есть клуб.

## Образование
Дети учатся в интернате Макаровской средней школы.

## Известные уроженцы
- Магадеев, Риза Рафаилович (1972—2021) — театральный актёр, эстрадный певец, Народный артист Республики Башкортостан.
- Ахмедьянов, Фаим Ганиевич (1964 -  2022) —  театральный актер, артист Башкирского драматического театра Стерлитамакского государственного театрально-концертного объединения. Заслуженный артист Республики Башкортостан. Народный артист Республики Башкортостан (2021).
- Мустафина (Аллабердина), Рамзия Давлеткуловна (27.09.1969) - кандидат филологических наук, доцент, заведующая кафедрой журналистики Уфимского университета науки и технологий.